# Charles-Joseph de Ligne

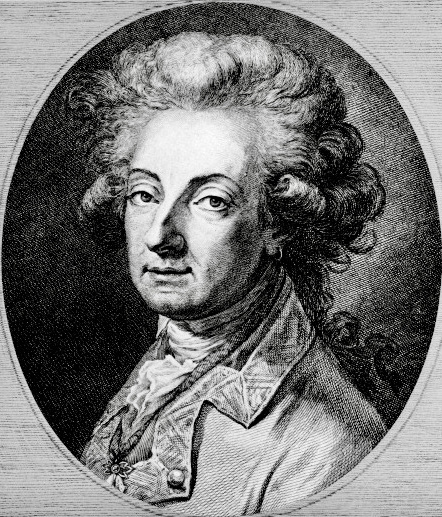
Antoine Cardon nach Charles Le Clercq: Charles-Joseph de Ligne (1780-er Jahre?)

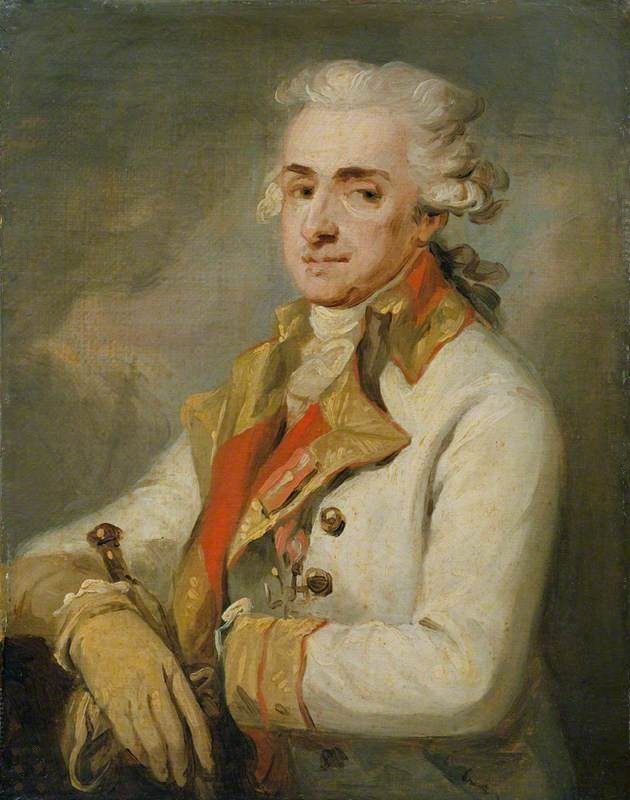
Joseph Mathias Grassi: Charles-Joseph de Ligne (ca. 1789/90), Wallace Collection

Charles-Joseph de Ligne (* 23. Mai 1735 in Brüssel; † 13. Dezember 1814 in Wien) war ein Feldmarschall, Diplomat und Schriftsteller aus den Österreichischen Niederlanden (Belgien). 

## Herkunft
Er entstammte dem Haus Ligne, das im Hennegau begütert war und im Dienst des Hauses Österreich stand. Seine Eltern waren der k. k. Feldmarschall und Staatsrat Claude-Lamoral II. von Ligne (1685–1766) und dessen Ehefrau Elisabeth Alexandrine zu Salm (1704–1739), eine Tochter des Reichsfürsten Ludwig Otto zu Salm.

## Leben
Im Alter von sechzehn Jahren reiste er an den Kaiserhof in Wien und wurde von Maria Theresia zum Kammerherrn ernannt. Nach Studien der klassischen Philologie, Geschichte und Militärwissenschaft trat er 1752 in das Regiment seines Vaters Ligne Infanterie ein. Im Siebenjährigen Krieg avancierte er zum Obersten, im Bayerischen Erbfolgekrieg zum Feldmarschallleutnant (Divisionär). Über seine Kriegserfahrungen veröffentlichte er später viel beachtete Bücher. Auch seine Begegnungen mit Voltaire und Rousseau verarbeitete er zu geist- und kenntnisreichen Erlebnisberichten.

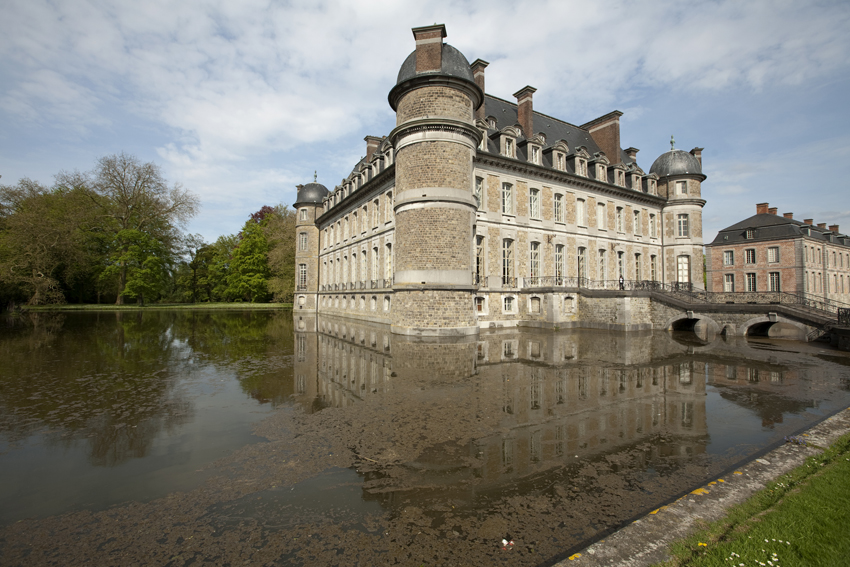
Schloss Belœil (Provinz Hennegau, Belgien)

Mit dem Tod seines Vaters (1766) wurde er 7. Fürst de Ligne. In Friedenszeiten verbrachte er den Sommer meist auf dem Familiensitz Schloss Belœil bei Mons und den Winter in Brüssel. Das der Familie gehörende Baronat Fagnolle wurde von Kaiser Joseph II. 1770 zur Reichsgrafschaft erhoben. Im selben Jahr nahm er in Uničov (Mährisch Neustadt) am Treffen Josephs II. mit Friedrich II. von Preußen teil, dem er in der Folge lange Zeit freundschaftlich verbunden blieb. Über ihre Tischgespräche schrieb er hinreißende Erinnerungen. 1779 heiratete sein ältester Sohn Charles (1759–1792) die litauische Fürstin Helena Massalska.
Um deren Erbe zu regeln, fuhr Ligne im folgenden Jahr nach Petersburg und Warschau. 1780 begab er sich als Vertrauensperson Josephs II. erneut nach Russland. 1787 nahm er an der Reise Kaiserin Katharinas II. auf die Krim und anschließend am Russisch-Österreichischen Türkenkrieg teil.

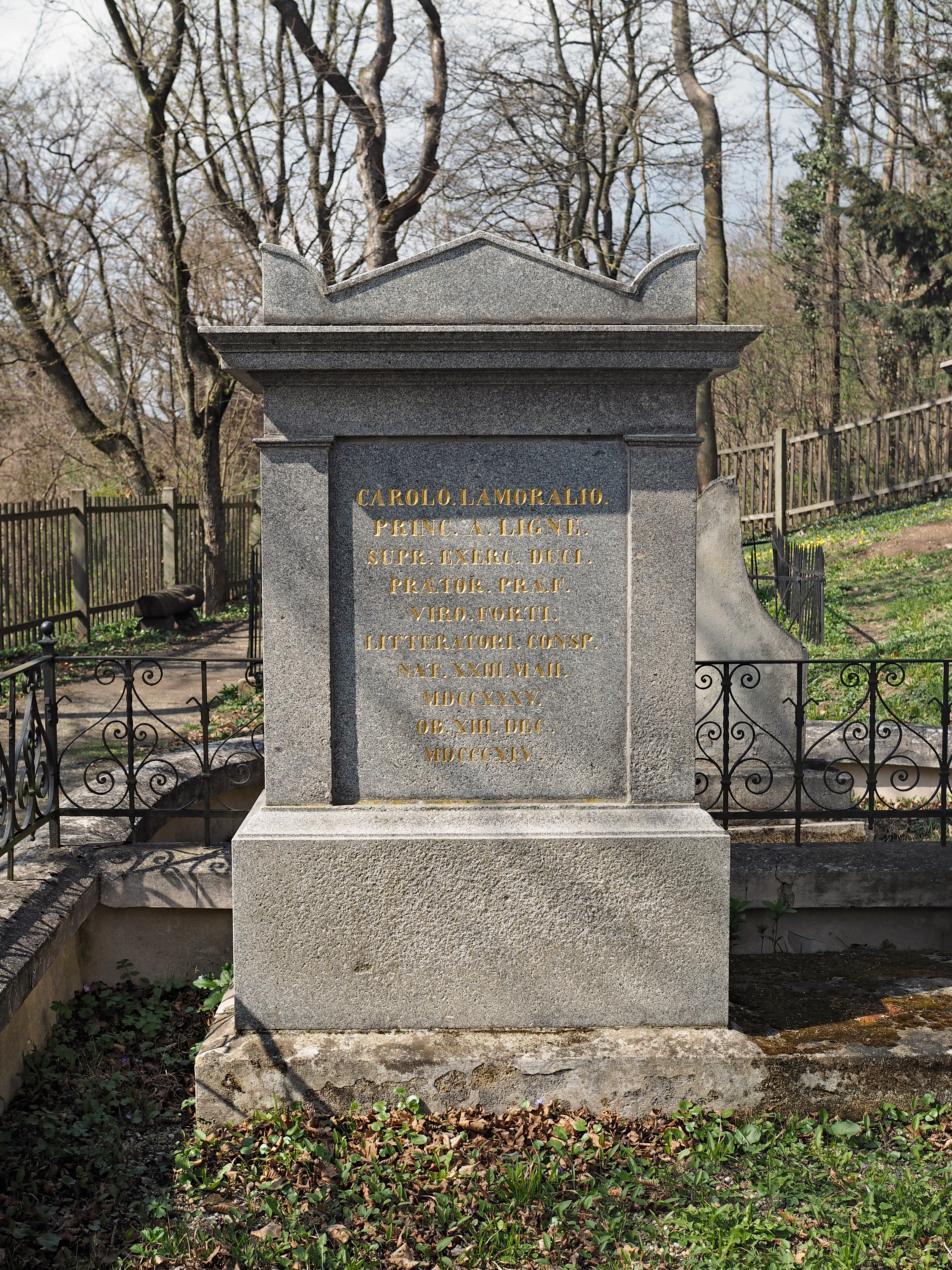
Grabstätte von Charles-Joseph de Ligne auf dem Kahlenberger Friedhof in Wien (2025)

Die Vorboten der Brabanter Revolution veranlassten seine Familie 1787, nach Wien zu übersiedeln. Den Tod seines Sohnes Charles im Ersten Koalitionskrieg vermochte er nicht zu verwinden. 1795 wurden die Österreichischen Niederlande von Frankreich annektiert. Nachdem Ligne seine Besitzungen verloren hatte, entwickelte er eine umfangreiche schriftstellerische Tätigkeit. Das Ende der Französischen Revolution ermöglichte die Neuauflage seines Werkes in Paris. Für Fagnolle wurde er im Reichsdeputationshauptschluss von 1803 mit dem säkularisierten Kloster Edelstetten entschädigt, das er aber verkaufte. Die von den Revolutionstruppen beschlagnahmten Güter im Hennegau wurden der Familie von Napoleon zurückerstattet und von Lignes nächstälterem Sohn Louis verwaltet.
1808 wurde der Fürst unter Beförderung zum k. k. Feldmarschall in den Ruhestand versetzt. Er starb während des Wiener Kongresses 1814 und wurde auf dem Kahlenberger Friedhof beigesetzt.
Ligne war Mitglied der Brüsseler Freimaurerloge L’Heureuse Rencontre.
Er wurde gelegentlich als „der rosenrote Prinz“ bezeichnet. 
Seinem Enkel Eugène de Ligne trug man während der Belgischen Revolution von 1830 die Königskrone an, die er aber ausschlug.

## Familie

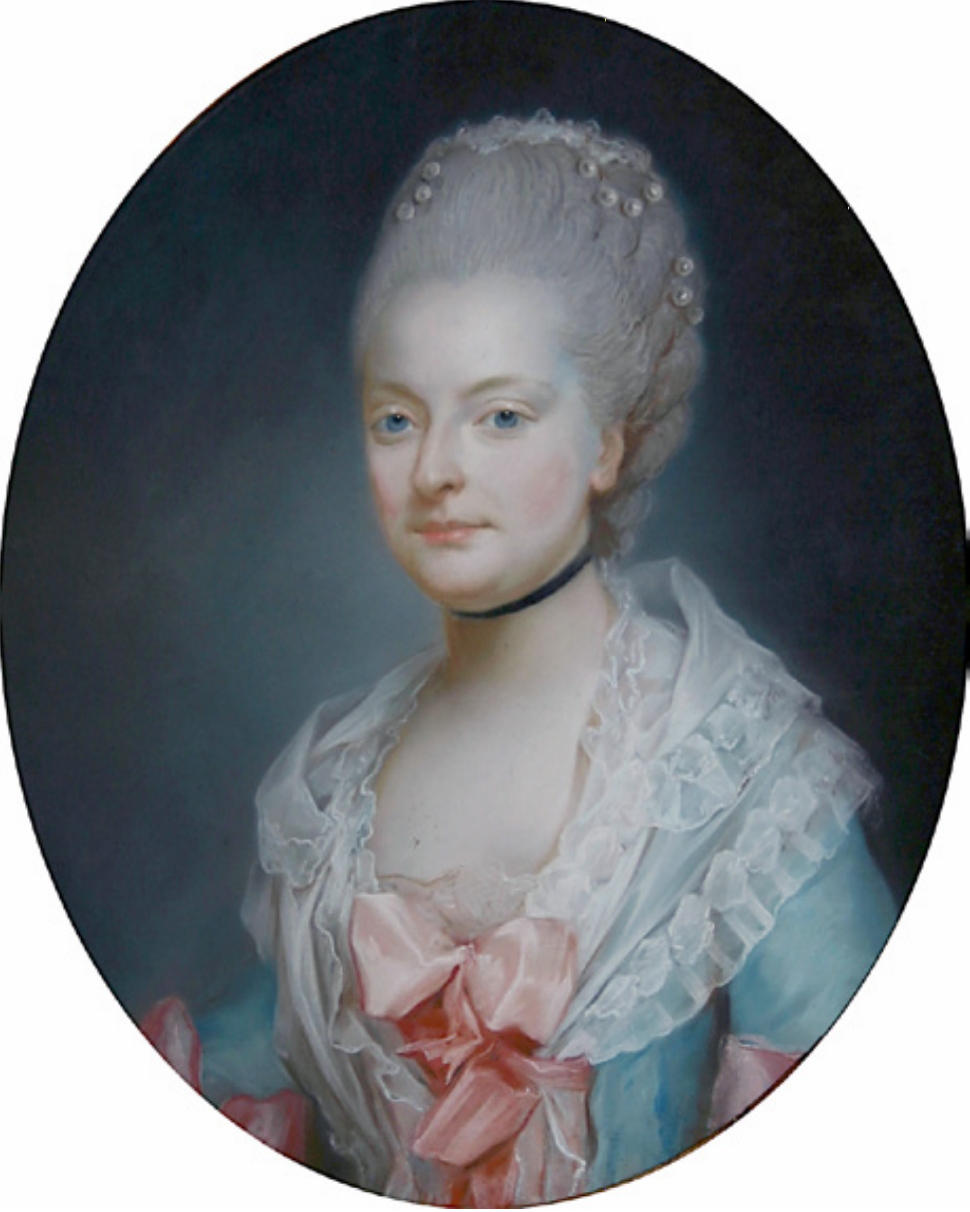
Joseph Ducreux: Franziska Xaveria de Ligne, geborene Liechtenstein (1767), Belœil

Ligne heiratete am 6. August 1755 in Feldsberg die Prinzessin Franziska Xaveria von und zu Liechtenstein (* 27. November 1739; † 17. Mai 1821), eine Tochter von Emanuel von Liechtenstein. Das Paar hatte mehrere Kinder:
- Karl Joseph Emanuel (* 25. September 1759; † 14. September 1792) ⚭ 1779 Prinzessin Helene Massalska (* 9. Februar 1763; † 10. Oktober 1814)
- Francois Leopold (1764–1771)
- Louis Eugene Marie Lamoral (* 7. Mai 1766; † 10. Mai 1813) ⚭ 1803 Louise van der Noot, Gräfin de Duras (* 15. September 1785; † 4. März 1863), Eltern von Eugène de Ligne
- Adalbert Xavier (1767–1771)
- Marie Christine Leopoldine (* 25. Mai 1757; † 13. September 1830) ⚭ 1775 Fürst Johann Nepomuk von Clary und Aldringen (* 17. Dezember 1753; † 3. Januar 1826), Hofbaudirektor
- Euphemie Christine Philippine (* 18. Juli 1773; † 30. März 1834) ⚭ 1798 Graf Johann Baptist Pálffy von Erdöd (* 6. April 1775; † 15. März 1811)
- Flore Adeleide Caroline (* 8. November 1775; † 9. Dezember 1851) ⚭ 1812 Freiherr Raban von Spiegel von Pickelsheim (* 6. November 1772; † 9. Januar 1836)

## Bedeutung

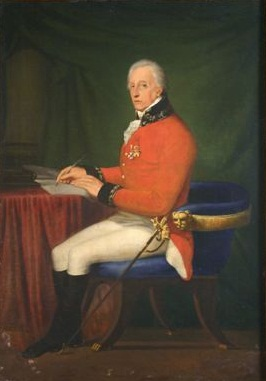
Joseph Mathias Grassi (?): Ligne in Hauptmannsuniform (nach 1807), Teplice

Einer der letzten typischen Vertreter des Ancien Régime, galt Ligne nicht nur als ausgezeichneter Militärexperte und Diplomat, sondern vor allem auch als geistvoller und aufgeklärter Denker, Essayist, Biograf und Briefschreiber. Er korrespondierte mit den geistigen Größen seiner Zeit. Die befreundete Madame de Staël gab Auszüge aus seinen Werken heraus. Aufgrund seiner Intelligenz, seines elegant-gewandten Auftretens und Witzes verkehrte der charmante Kosmopolit in den höchsten Kreisen seiner Zeit. In den Salons von Wien war der geistreiche Plauderer und intelligente Spötter ein gern gesehener Gast.
Sein schriftstellerisches Werk (in französischer Sprache) umfasst rund vierzig Bände. Die Themen seiner literarischen Arbeiten sind äußerst breit gestreut und reichen von militärischen Abhandlungen über Biografien, zum Beispiel des Prinzen Eugen, bis hin zu Essays, Aphorismen und einem Werk über Gartenkunst.

## Zitat
Ligne wird das – in verschiedenen Varianten überlieferte – Bonmot zugeschrieben « Le congrès danse, mais il ne marche pas » (Der Kongress tanzt, aber kommt nicht voran) bzw. « Le congrès ne marche pas, il danse », das die Schwerfälligkeit der Verhandlungen auf dem Wiener Kongress kritisiert und in der verkürzten Form Der Kongress tanzt zum Titel eines deutschen Operettenfilms wurde.

## Werke (Auswahl)
- Mélanges militaires, littéraires et sentimentaires, 34 Bde., Paris 1795–1811.
- A mon refuge sur le Leopoldsberg près de Vienne. Dresden 1796 (anonym veröffentlicht).[6]
- W. G. Becker (Übers.): Der Garten zu Beloeil nebst einer kritischen Übersicht der meisten Gärten Europens. Dresden 1799.
- Vie du prince Eugène de Savoie, Paris 1809.
- Günther Elbin (Hrsg.): Literat und Feldmarschall. Briefe und Erinnerungen des Fürsten Charles Joseph de Ligne. Stuttgart 1979.
- Jeroom Vercruysse, Bruno Colson (Hrsg.): Mon Journal de la guerre de Sept Ans. Honoré Champion, Paris 2008, ISBN 978-2-7453-1711-7 (L’Âge des Lumières 44).